# Proserpinafontein

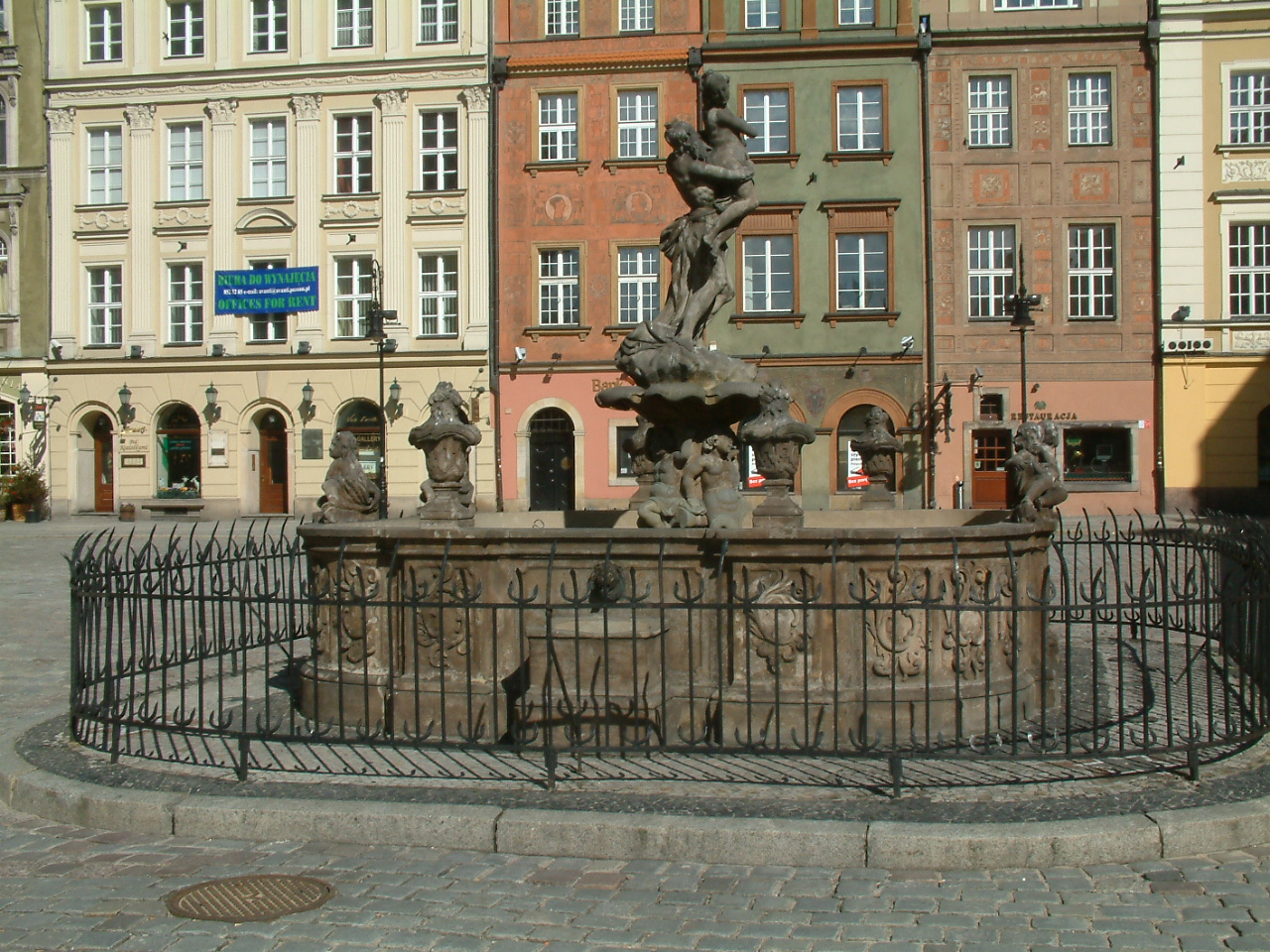
De Proserpinafontein in Poznań / Posen

De Proserpinafontein (Pools: Fontanna Prozerpiny, Duits: Proserpinabrunnen) is een fontein in Poznań / Posen, tegenover het Oude Raadhuis,  aan de noordoostkant van de  Oude Markt. Deze fontein is een van de historische vier fonteinen, stammend uit de 18e eeuw, en de enige die de Tweede Wereldoorlog ongeschonden door kwam. (De andere drie zijn na die oorlog weer gereconstrueerd.) Deze vier fonteinen stammen uit de barok.

## Achtergrond
De eerste sculpturen op dit plein stamden al uit 1568, toen houtkunstenaar Michel Fleischer uit Liegnitz afbeeldingen van een hert en een leeuw bestelde. Deze sculpturen werden in 1615 vervangen met de huidige beeldhouwwerken van de Grieks mythologische figuren van Neptunus, Apollo, Mars en Persephone. Tot 1758 waren het echter alleen nog maar beeldhouwwerken en werden tussen 1758 en 1766 door de kunstenaar Augustyn Schöps voorzien van zandstenen waterbassins voor fonteinen. De Proserpinafontein werd in de jaren 90 van de 20e eeuw gerestaureerd.
Op 15 mei 2010 werd de fontein beschadigd door voetbalfans van Lech Poznań, die de titel van Pools voetbalkampioen vierden. Binnen een maand werd de schade hersteld en betaald door de fans zelf.
De Proserpinafontein verbeeldt de scène van de ontvoering van Persephone door de heerser van de onderwereld. Vier bas-reliëfs op de muren van het waterbassin stellen de vier elementen voor: vuur, lucht, water en aarde en zijn vergezeld van het wapen van de stad.
Verder is er naast de eerder genoemde fonteinen op dit plein nog een vijfde fontein te vinden, de Bamberkafontein uit 1915.

## Afbeeldingen

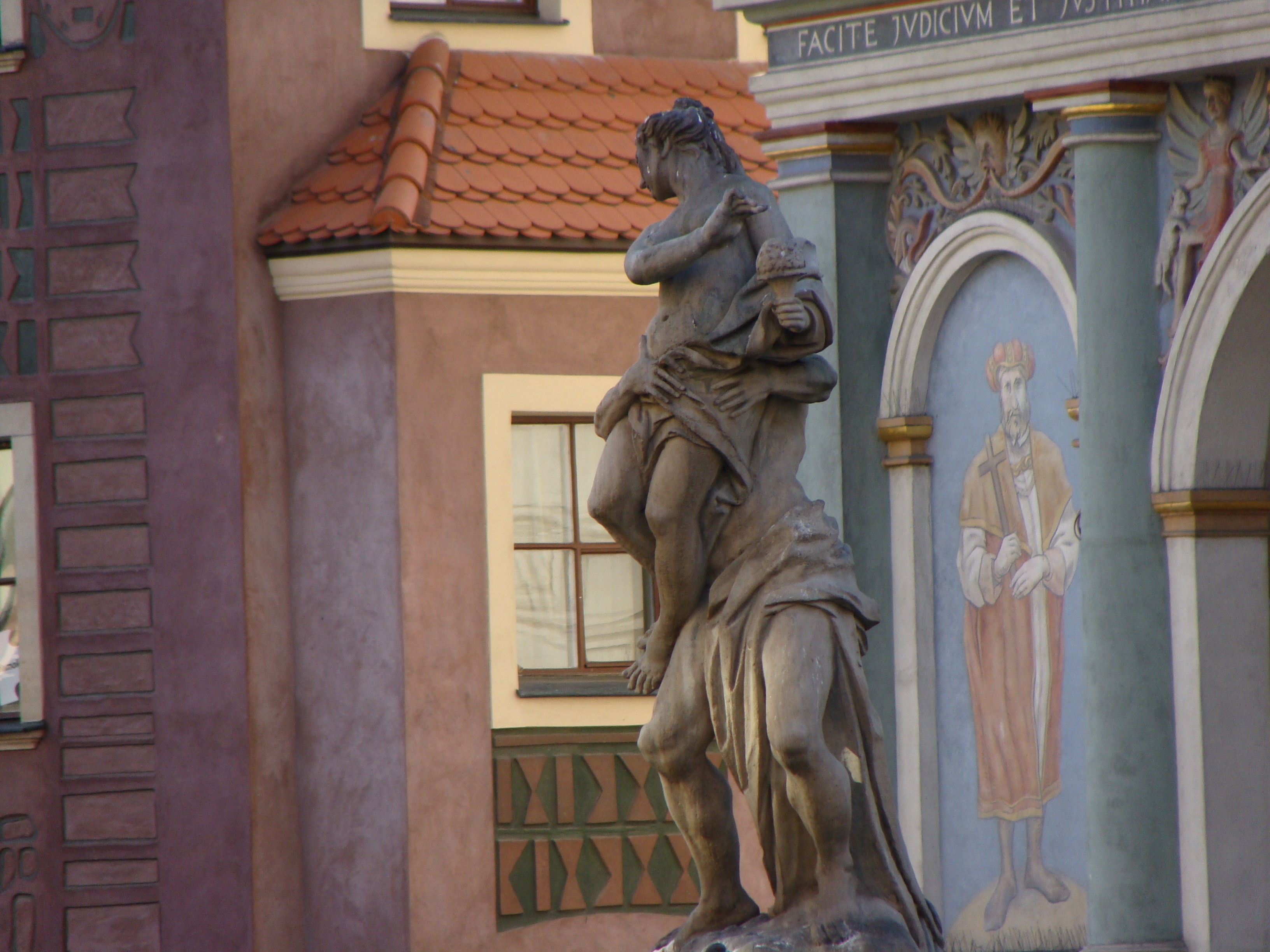
Detail van de ontvoering van Persephone, met op de achtergrond het Oude Raadhuis en een van haar fresco's
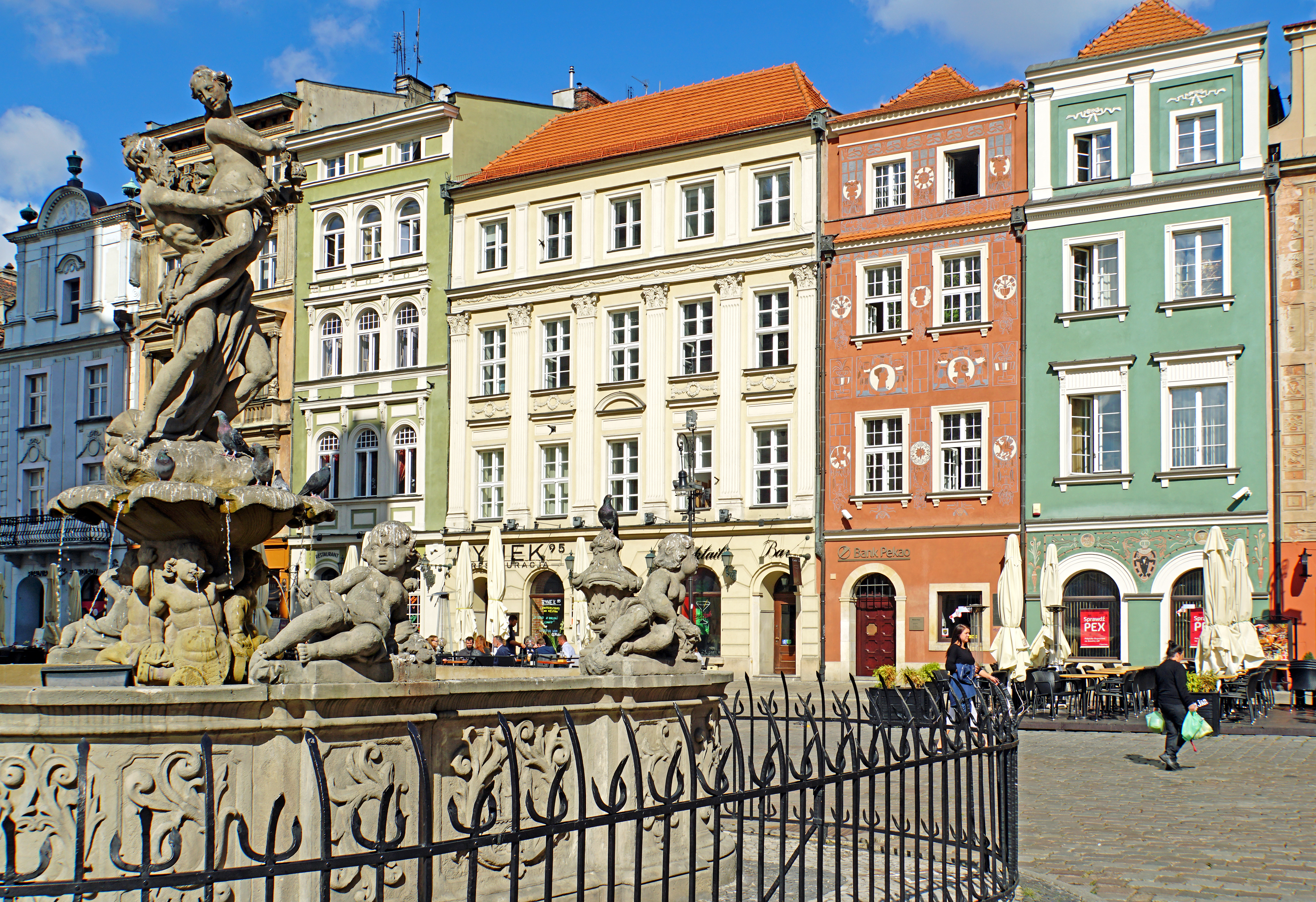
De Proserpinafontein met historische huizen van het Oude marktplein op de achtergrond
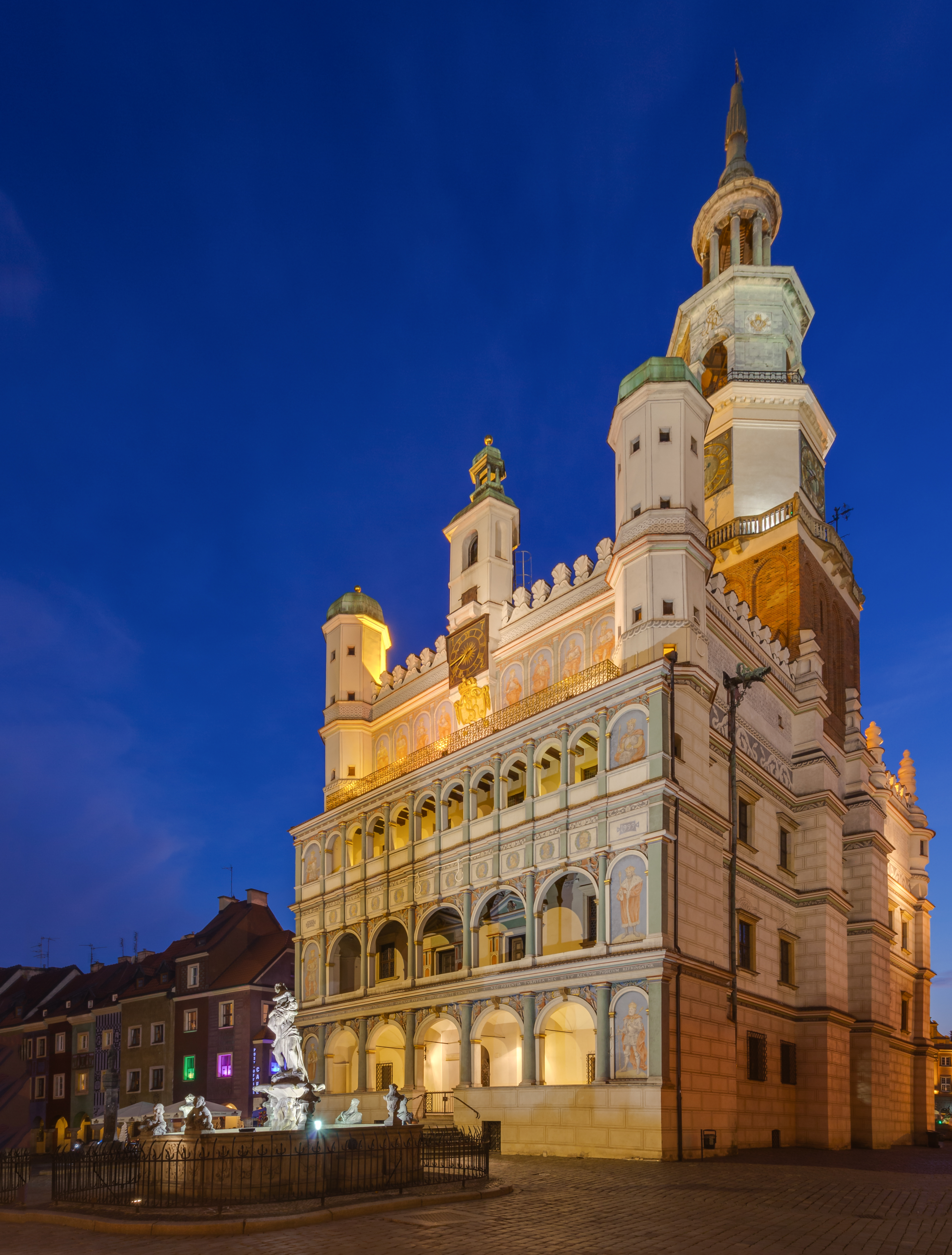
De Proserpinafontein met het Oude Raadhuis op de achtergrond bij avond